# Route nationale 79
Die Route nationale 79, kurz N 79 oder RN 79, ist eine französische Nationalstraße, die 1824 zwischen der N 78 bei Nevers und Montréal-la-Cluse festgelegt wurde. Sie geht auf die Route impériale 97 zurück. Ihre Länge betrug 241 Kilometer. 1973 wurden die Abschnitte zwischen Decize und Digoin sowie zwischen Bourg-en-Bresse und Montréal-la-Cluse abgestuft. 1978 wurde eine neue Führung zwischen Moulins und Bourg-en-Bresse aus verschiedenen Nationalstraßen zusammengesetzt:
- N 73 Moulins – Chevagnes
- N 488 Chevagnes – Dompierre-sur-Besbre
- N 480 Dompierre-sur-Besbre – Diou
- N 488 Diou – Digoin
- N 79 Digoin – Kreuzung mit N 75
- N 75 Kreuzung mit N 79 – Bourg-en-Bresse

Außerdem übernahm die N81 den Abschnitt zwischen der N 78 bei Nevers und Decize. 1999 erfolgte westlich von Dompierre-sur-Besbre die Verlegung auf eine Neubautrasse, bei der sie die N 1079 und bis Montmarault die N 145 übernahm. 2006 wurde sie zwischen Mâcon und Bourg-en-Bresse abgestuft. Sie ist Teil des Zentralabschnittes und Südostastes der Route Centre-Europe-Atlantique.

## N 79A
Die Route nationale 79A, kurz N 79A oder RN 79A, war von 1933 bis 1973 ein Seitenast der N 79, der von dieser südwestlich von Bourbon-Lancy abzweigte und zu dem Ort führte. Die Länge betrug 3 Kilometer.

## N 1079
Die Route nationale 1079, kurz N 1079 oder RN 1079, war ein Seitenast der N 79, der 1979 als Neubaustraße bei Dompierre-sur-Besbre von dieser abzweigte und zur N 7 südlich von Moulins führte. Ab 1981 ging die Neubaustraße als N 145 weiter bis Le Montet. 1999 wurden beide Teil der N 79.

## N 2079
Die Route nationale 2079, kurz N 2079 oder RN 2079, entstand 1999 auf der 1978 festgelegten Trasse der N 79, als diese auf die südlicher verlaufende Neubautrasse verlegt wurde. Sie umfasste die Strecke zwischen Moulins und Dompierre-sur-Besbre. 2003 kam dann noch das Stück zwischen Dompierre-sur-Besbre und Paray-le-Monial dazu. 2006 wurde sie abgestuft.